# Кой Тхуон
Кой Тху́он (кхмер. កុយ ធួន; прозв. Тхуон, Тхуть; 1933—1977) — камбоджийский политик и военный деятель, член ЦК Компартии Кампучии.

## Биография
В детстве был другом Ху Нима. Поступил в лицей Сисовата (Lycée Sisowath) в 1949 году, впоследствии работал школьным учителем в провинции Кампонгтям. В 1960 году, проникшись революционными идеями под влиянием коллеги-учителя Тыв Оля, присоединился к коммунистическому движению. В том же году некоторое время работал вместе с Кхиеу Сампханом над его еженедельником «Наблюдатель» («L’Observateur»). Член ЦК КПК с 1971 года. Был партийным секретарём Северной зоны с 1965 по 1975 год, когда на эту должность был назначен его помощник Ке Пак. Арестован в 1976 году; казнён в 1977 году в тюрьме Туольсленг (S-21).